# 宝登興業

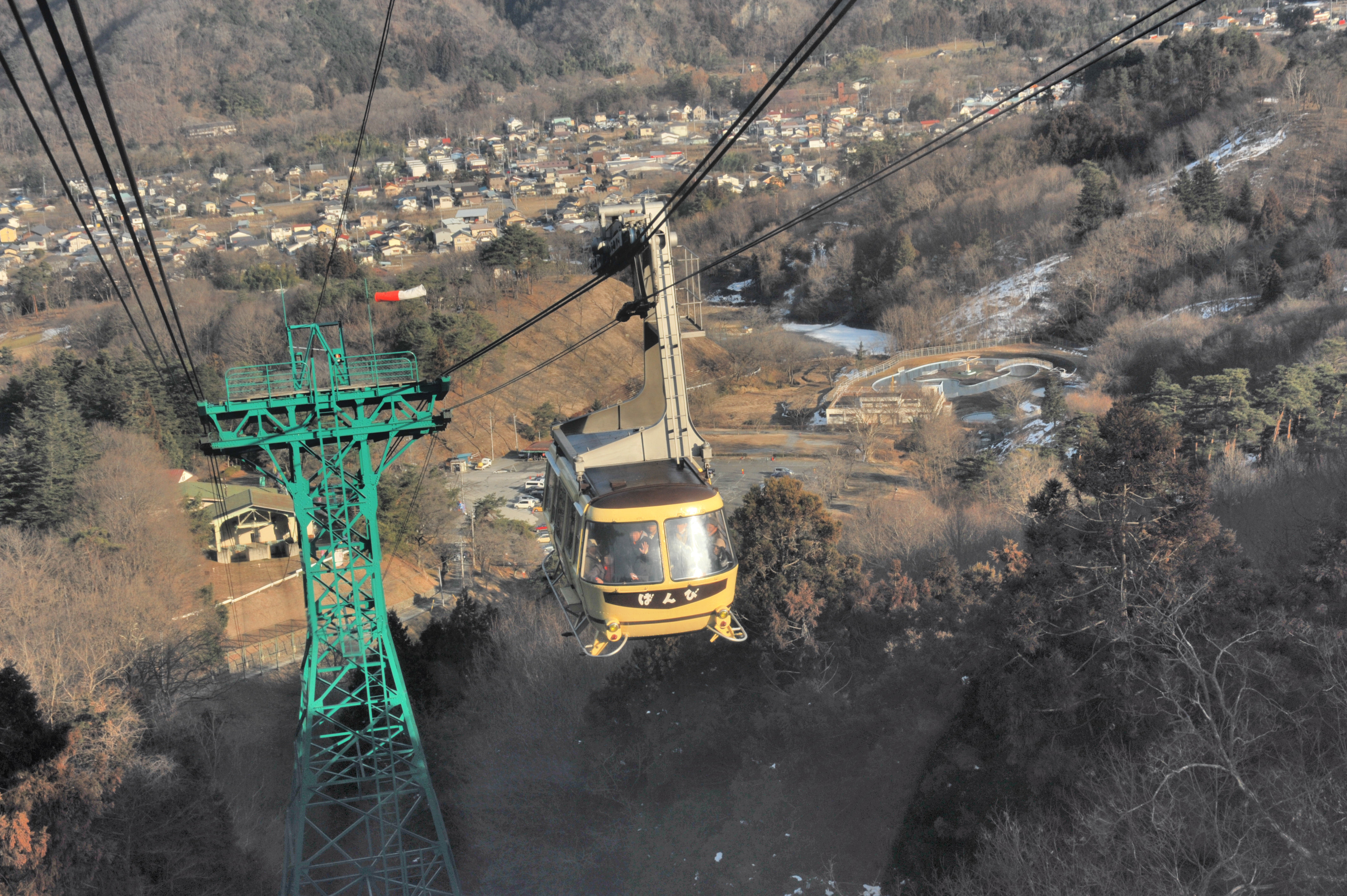
宝登山ロープウェイ「ばんび」

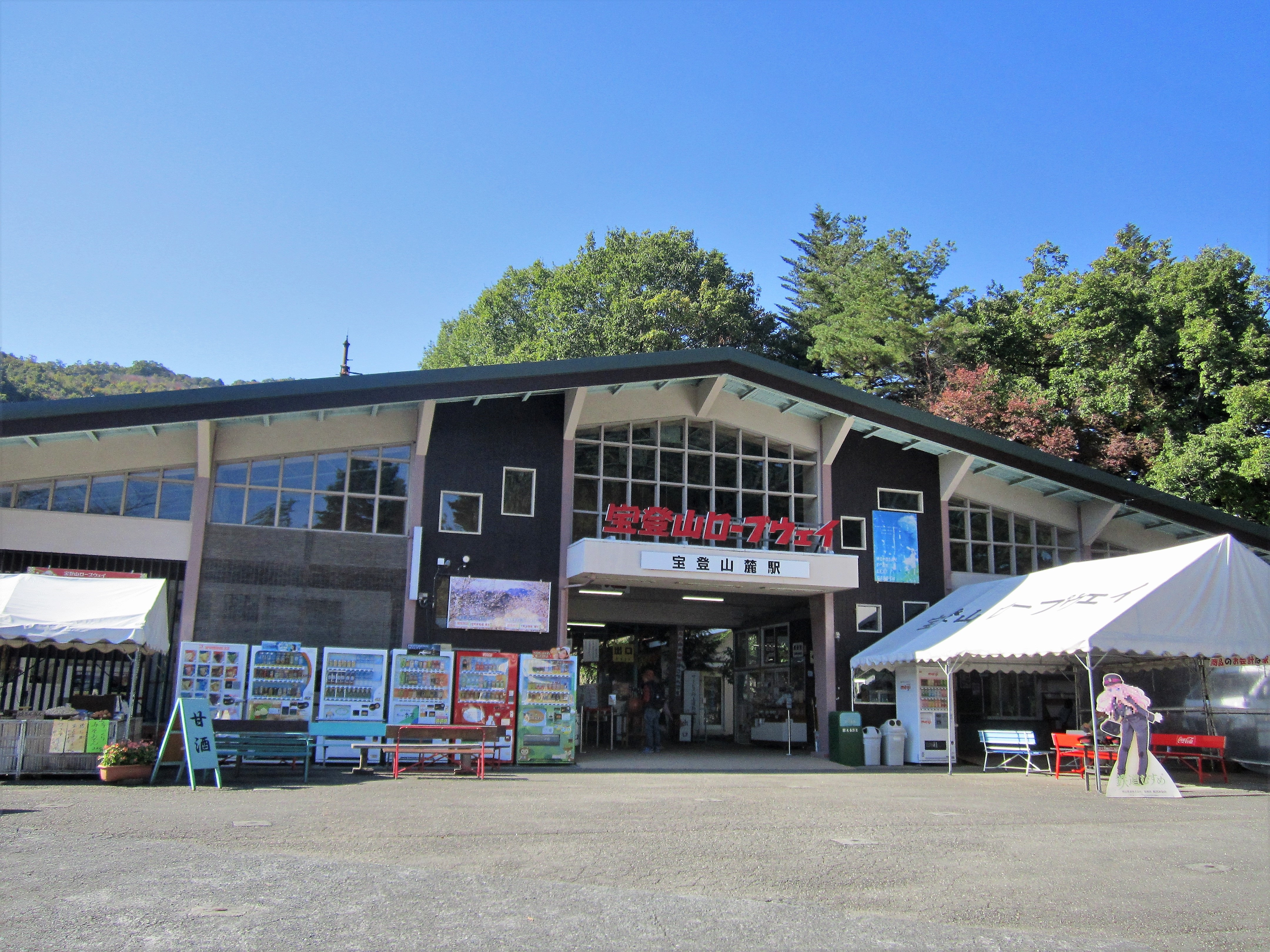
宝登山麓駅

宝登興業株式会社（ほどこうぎょう）は、埼玉県長瀞町の宝登山に、索道の宝登山ロープウェイを有する会社。秩父本線などを有する秩父鉄道の系列会社である。また、宝登山頂駅付近の梅園、ロウバイ園、小動物公園（2021年（令和3年）7月1日付で秩父鉄道より承継）も管理する。2025年10月1日付で秩父鉄道に吸収され消滅予定。

## 索道路線

### 宝登山ロープウェイ
- 路線距離（営業キロ）：831.65m
- 方式：4線交走式
- 駅数：2駅（起終点駅含む）
  - 宝登山麓駅 - 宝登山頂駅
- 高低差：236.325m
- 輸送力：400人/時間
- 運転速度：半自動　毎秒3.6m/s
- 運行間隔：30分
- 所要時間：5分
- 事業許可年月日：1960年（昭和35年）3月1日[4]
- 運輸開始年月日：1961年（昭和36年）11月5日[4]

## 運賃
| 大 人 | 【片道】700円 【往復】1200円 |
| 小 人 | 【片道】350円 【往復】600円  |

## 搬器
搬器は日本車輌東京支店で1960年（昭和35年）に製造された「もんきー」と「ばんび」（定員50名）が在籍する。愛称は宝登山動物園で飼育されているニホンザルと鹿から取られた。塗装は黄色と茶色で、かつての秩父鉄道の車両と同じ色であり、秩父鉄道が運行していた三峰ロープウェイ（2007年（平成19年）12月1日廃止）の搬器も同様の塗装だった。また、近年になって前後やドアの窓にそれぞれ猿と鹿のキャラクターのラッピングが施されている。
なお、この搬器は鬼怒川温泉ロープウェイの搬器が引退したため、関東最古の搬器である（ただし、走行装置と懸垂機は2002年（平成14年）ごろに交換されている）。